# Тарас, Мартин Мартынович
Ма́ртин Марты́нович (Ма́ртович) Та́рас (эст. Martin Taras; 1899—1968) — советский эстонский оперный певец (лирико-драматический тенор). Народный артист Эстонской ССР (1954).

## Биография
Родился 8 февраля 1899 года в деревне Элиствере, Юрьевский уезд, Лифляндская губерния, Российская империя. Занимался пением у Г. Штальберга в Тарту и Таллинской консерватории (1933—1937). Совершенствовался в Италии. Был актёром театра «Ванемуйне» (Тарту). В 1931—1961 годах солист ЭстГАТОБ «Эстония».
Умер 14 августа 1968 года. Похоронен 17 августа 1968 года в Таллине на Лесном кладбище.

## Оперные партии
- «Борис Годунов» М. П. Мусоргского — Шуйский
- «Евгений Онегин» П. И. Чайковского — Ленский
- «Фауст» Ш. Гуно — Фауст
- «Лоэнгрин» Р. Вагнера — Лоэнгрин
- «Кармен» Ж. Бизе — Хозе
- «Травиата» Дж. Верди — Альфред
- «Огни мщения» Э. А. Каппа — Неэме
- «Берег бурь» Г. Г. Эрнесакса — Леэмет

## Награды и премии
- орден Трудового Красного Знамени (30.12.1956)
- Сталинская премия второй степени (1950) — за исполнение партии Ленского в оперном спектакле «Евгений Онегин» П. И. Чайковского
- Сталинская премия третьей степени (1951) — за исполнение партии Леэмета в оперном спектакле «Берег бурь» Г. Г. Эрнесакса
- народный артист Эстонской ССР (1954)